# Федорчук, Валерий Юрьевич
Вале́рий Ю́рьевич Федорчу́к (укр. Валерій Юрійович Федорчук; род. 5 октября 1988[…], Нетешин, Хмельницкая область) — украинский футболист, полузащитник. Выступал за молодёжную сборную Украины.

## Карьера

### Клубная
Воспитанник винницкой школы «Свитанок», первый тренер — Сергей Верич. В соревнованиях под эгидой ДЮФЛУ провёл 71 матч, забил 25 мячей. Первым профессиональным клубом Федорчука стал «Кривбасс» (Кривой Рог), в котором он не попадал в основу, сыграв лишь 7 матчей за два сезона за дублирующий состав. С 2007 года игрок клуба «Львов» В сезоне 2008/09 провёл 29 матчей в Премьер-лиге, 2 матча в Кубке Украины. Получил 3 жёлтые карточки. Забил 3 гола, в том числе и гол в ворота донецкого «Шахтёра» в первом туре. 12 июня официально стало известно что первую половину сезона 2013/14 Валерий проведёт в аренде в львовских «Карпатах». 12 июля 2013 года львовские «Карпаты» подтвердили факт подписания арендного соглашения с игроком, но уже не на полгода, а на год.

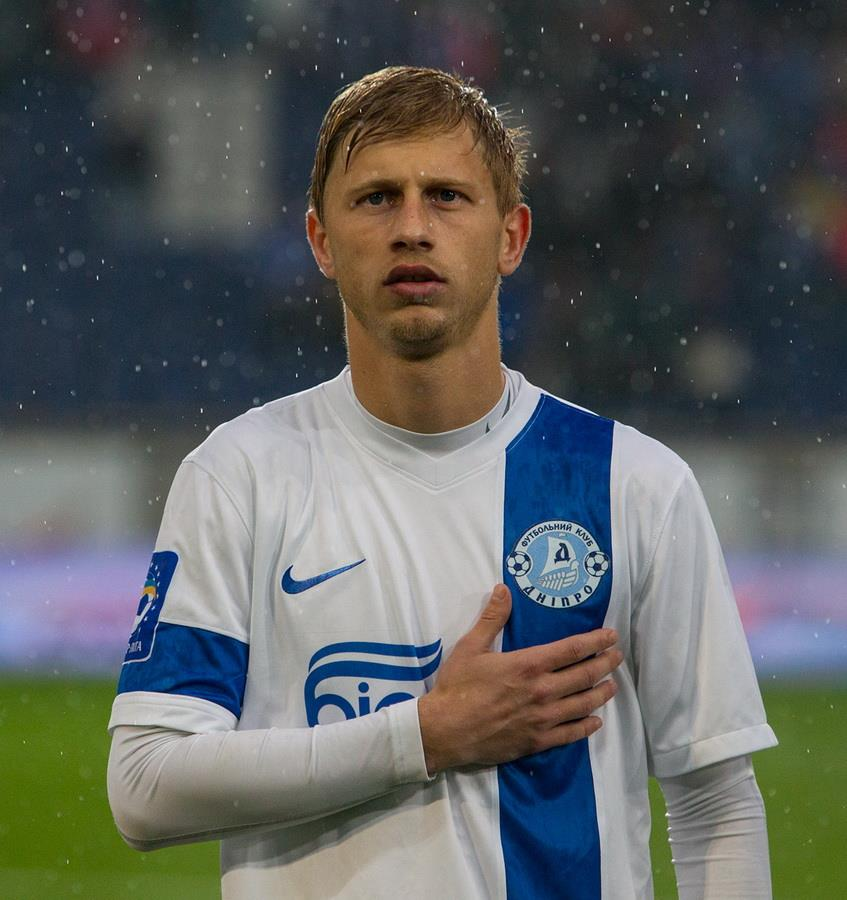
Федорчук в составе «Днепра»

В конце мая генеральный директор днепровцев Андрей Стеценко заявил, что Федорчук едет на сборы с «Днепром». В июле 2014 года перешёл на правах аренды в «Волынь».
13 декабря 2015 года стало известно, что Валерий покидает «Днепр», поскольку, по словам генерального директора клуба Андрея Стеценко, завершающийся 31 декабря контракт с футболистом руководство продлевать не будет.
4 февраля 2016 года официально стал игроком киевского «Динамо».
Дебютным голом в Премьер-лиге отметился в матче против донецкого «Олимпика» (0:4).
3 августа 2017 года Федорчук перешёл в «Верес». 20 октября 2017 года контракт с клубом был расторгнут.
13 августа 2018 года Валерий перешёл в «Мариуполь». Контракт заключён на один сезон.

### В сборной
В молодёжной сборной Украины дебютировал 27 мая 2008 года в товарищеском матче против Беларуси (0:0). За молодёжную сборную сыграл 17 матчей, забил 1 гол. 29 сентября 2013 года получил вызов в сборную Украины от Михаила Фоменко.

## Семья
Женат. Супругу зовут Елена. 25 мая 2012 года в семье родился старший сын Климентий, а 25 ноября 2013 года младший — Марк.

## Достижения
«Днепр»
- Финалист Лиги Европы УЕФА: 2014/15
- Бронзовый призёр чемпионата Украины: 2014/15

«Динамо» (Киев)
- Чемпион Украины: 2015/16
- Обладатель Суперкубка Украины: 2016